# Bahía de la Academia
La Bahía de la Academia es el puerto natural de la isla Santa Cruz, en el archipiélago de las Islas Galápagos, Ecuador. La bahía fue llamada así por la Academia de Ciencias de California, que envió una expedición aquí en 1905. Aquí se encuentra la Estación Científica Charles Darwin, fundada en 1959 para preservar y estudiar la fauna de Galápagos. Igualmente, fue aquí donde la tripulación del buque noruego Alexandra fue rescatada en 1906. Popular entre los marineros y turistas, la Bahía Academia limita con la ciudad de Puerto Ayora, la mayor ciudad de las Galápagos. El buceo es una actividad muy popular en el lugar.